# Lauria fanalensis
Lauria fanalensis е вид коремоного от семейство Lauriidae.

## Разпространение
Видът е разпространен в Испания (Канарски острови) и Португалия (Мадейра).